# Панфилово (деревня, Ивановская область)
Панфилово — опустевшая деревня в Савинском районе Ивановской области. Входит в состав Архиповского сельского поселения.

## География
Находится в южной части Ивановской области на расстоянии приблизительно 10 км на север по прямой от районного центра поселка Савино у восточного края Панфиловского болота (у южного края этого болота располагается село Панфилово).

## История
Деревня уже отмечалась на карте 1840 года. В 1859 году здесь (тогда сельцо в составе Ковровского уезда Владимирской губернии) было учтено 11 дворов.

## Население
Постоянное население составляло 67 человек (1859 год), 0 как в 2002 году, так и в 2010.